# Sorico
Sorico är en ort och kommun i provinsen Como i regionen Lombardiet i Italien. Kommunen hade 1 263 invånare (2018).